# Marihuana

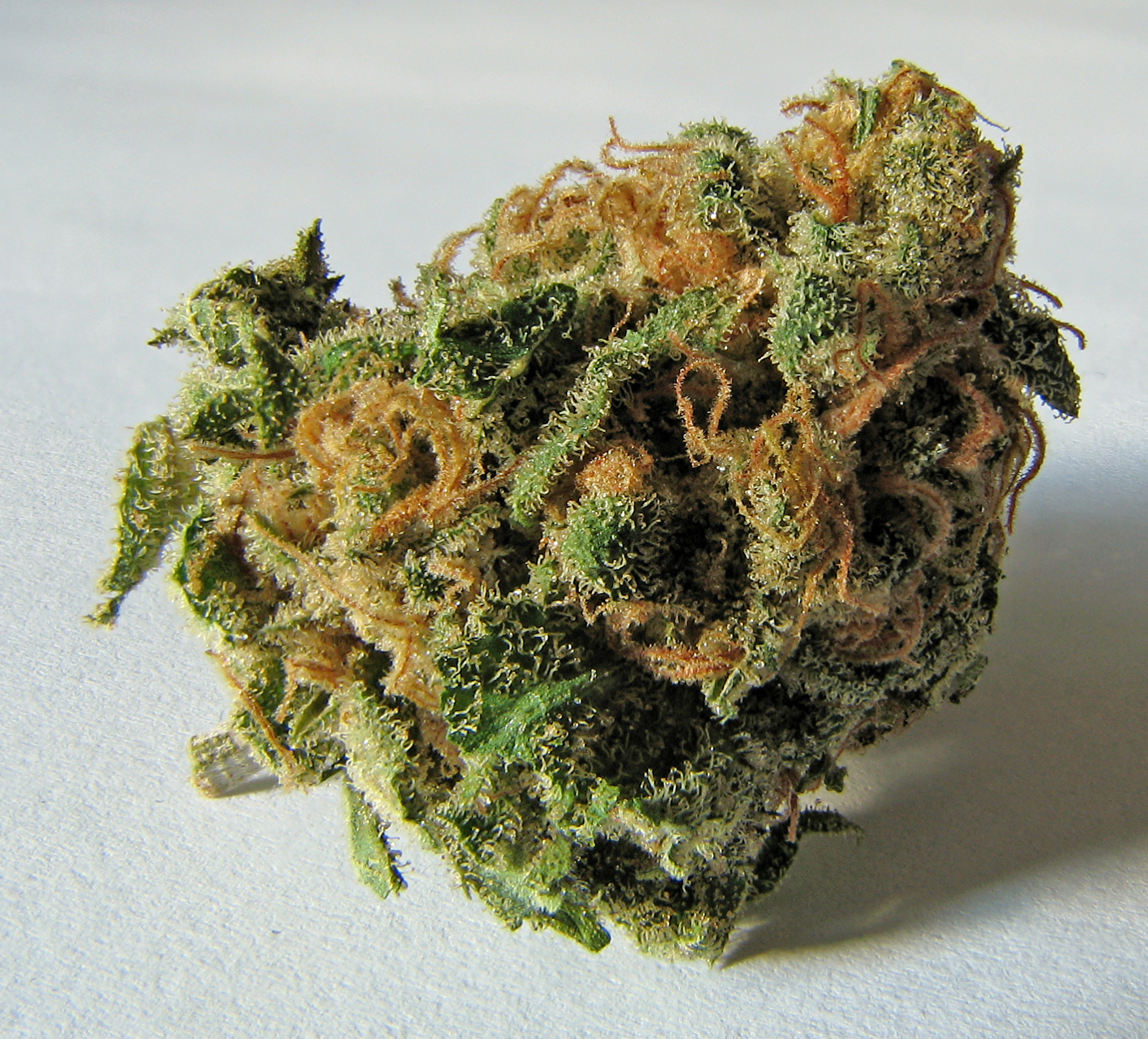
Susz kwiatów konopi indyjskich

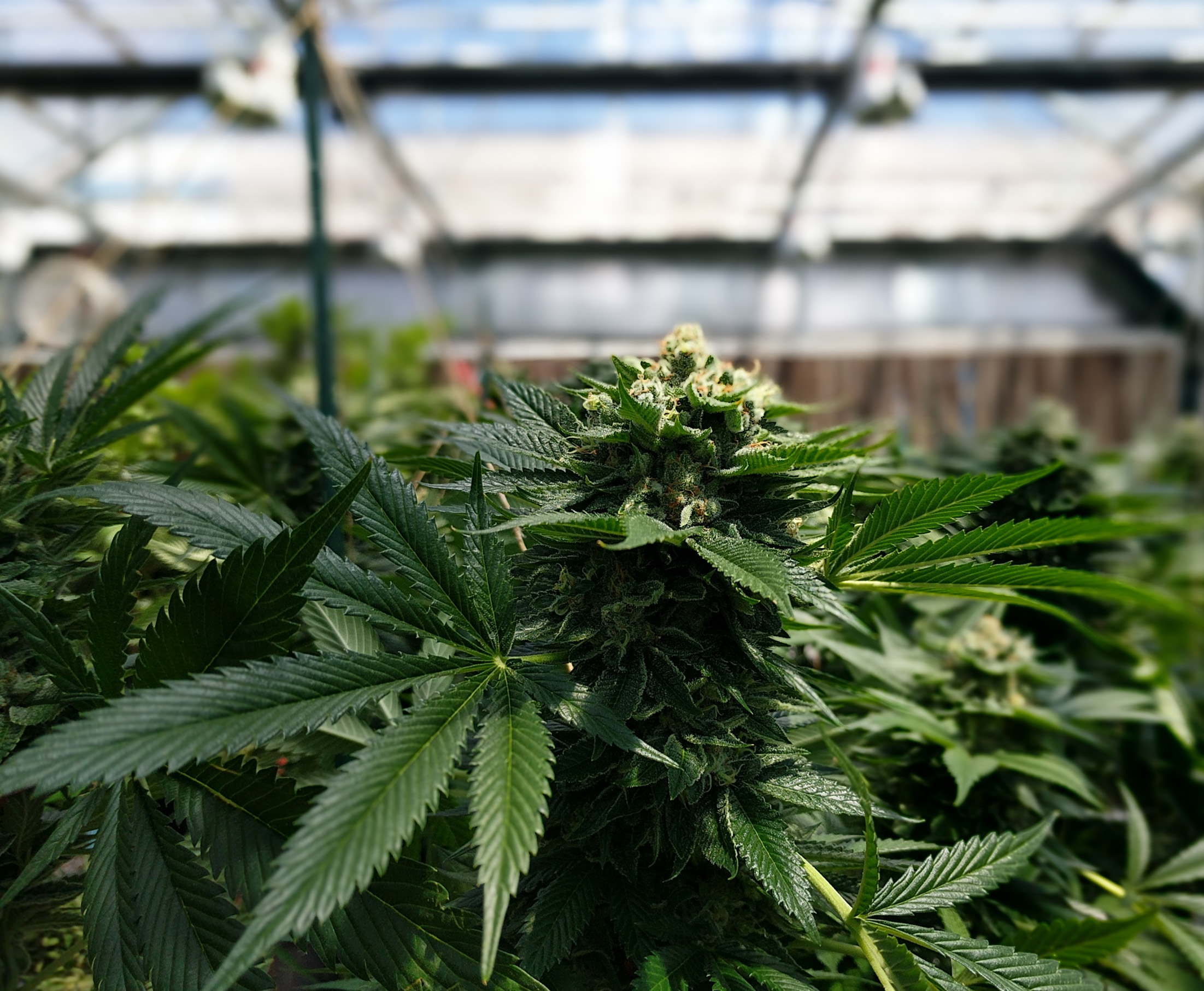
Kwiatostan konopi indyjskich

Marihuana (z hiszp. marihuana; z hindi गांजा trl. gāndźā) – susz pozyskiwany z roślin z rodzaju konopi (Cannabis), zawierający substancje psychoaktywne, stosowany głównie w celach rekreacyjnych i leczniczych. Do jej produkcji wykorzystuje się suszone i czasem sfermentowane żeńskie kwiatostany (niejednokrotnie z niewielką domieszką liści). Za działanie psychotropowe marihuany odpowiada głównie tetrahydrokannabinol (THC), który jest jednym z 483 znanych składników rośliny, włączając w to 65 innych kannabinoidów. Są one agonistami receptorów kannabinoidowych.
Marihuana oddziałuje zarówno na psychikę, jak i cały ustrój człowieka. Powoduje tzw. „haj” lub uczucie „skamienienia”. W zależności od wielkości zażytej dawki, powoduje różne efekty, wliczając ogólny wpływ na myślenie i percepcję, trudności z koncentracją, chwilowe zaniki pamięci krótkotrwałej, zaburzone poczucie czasu, zaburzenia motoryczne, relaksację, wzrost apetytu (tzw. „gastrofaza”). Objawy pojawiają w ciągu kilku minut od rozpoczęcia palenia, a w przypadku zjedzenia potrawy przyrządzonej z marihuaną – od 30 do 60 minut. Efekt trwa od dwóch do sześciu godzin, w zależności od ilości narkotyku. W wysokich dawkach mogą się pojawić zaburzenia psychiczne obejmujące psychozę, halucynacje, paranoję, urojenia, szczególnie ksobne, czasem połączone z lękiem bądź paniką. Opisywane efekty fizyczne to wzrost tętna, trudności z oddychaniem, nudności, zaburzenia zachowania u dzieci, których matki zażywały marihuanę w ciąży. Krótkotrwałe stosowanie może przynosić objawy w postaci suchości w ustach, zaczerwienia oczu i poczucia paranoi bądź lęku. Skutkami długotrwałego stosowania jest uzależnienie, obniżone zdolności poznawcze, szczególnie u osób które rozpoczęły stosowanie w okresie młodzieńczym, przewlekły kaszel i podatność na infekcje dróg oddechowych. Istnieje silna zależność między zażywaniem marihuany a ryzykiem wystąpienia psychozy, choć trwają dyskusje, co jest przyczyną, a co efektem.

## Zastosowania w medycynie
Według stanu na rok 2021, marihuana wykazuje zastosowanie w medycynie w szerokim zakresie. Kannabinoidy zawarte w kwiatostanach konopi pomagają w złagodzeniu skutków chorób psychiatrycznych oraz skutków ubocznych chemioterapii i radioterapii, ale przede wszystkim marihuana może być stosowana w leczeniu: Układu immunologicznego, chorób z zakresu reumatologii, dermatologii, ginekologii i endokrynologii, problemów gastrologicznych, problemów ze snem oraz chorób neurologicznych między innymi choroba Alzheimera, zespół Tourette’a czy choroba Parkinsona. Kiedy zawodzi standardowe leczenie, kannabinoidy są zaaprobowane do leczenia anoreksji, zapalenia stawów, jaskry i migreny.
Zaleca się zaprzestania zażywania marihuany w ciąży.

### Nudności i wymioty
Medyczna marihuana wydaje się być do pewnego stopnia skuteczna w leczeniu nudności i wymiotów indukowanych chemioterapią (CINV) i może być godną rozważenia opcją u osób niepoddających się standardowemu leczeniu. Badania porównawcze wykazały, że kannabinoidy są skuteczniejsze w leczeniu CINV niż niektóre konwencjonalne leki przeciwwymiotne, takie jak prochlorperazyna, prometazyna i metoklopramid, ale kannabinoidy są rzadziej stosowane z powodu wywoływanych przez nich skutków ubocznych: zawrotów głowy, dysforii i halucynacji. Długotrwałe stosowanie marihuany może być przyczyną nudności i wymiotów znanych pod nazwą zespołu niepowściągliwych wymiotów pokannabinoidowych.
W 2016 roku w przeglądzie stworzonym przez organizację Cochrane stwierdzono, że kannabinoidy są „prawdopodobnie efektywne” w leczeniu nudności i wymiotów indukowanych chemioterapią u dzieci, ale przy ich stosowaniu występuje wysoki odsetek działań niepożądanych (głównie senność, zawroty głowy, zaburzenia nastroju i podwyższony apetyt). Rzadziej odnotowywano „problemy ze wzrokiem, hipotensję ortostatyczną, skurcze mięśniowe, świąd, roztargnienie, halucynacje, suchość w ustach”.

### Nowotwory
Wpływ kannabinoidów na nowotwory i ich właściwości lecznicze wciąż są słabo poznane. Brak jest solidnych badań klinicznych z grupą kontrolną, które byłyby dowodem na to, że za pomocą kannabinoidów można bezpiecznie i efektywnie leczyć guzy. Większość z przeprowadzonych dotychczas badań odbywała się na komórkach in vitro lub zwierzętach, a tylko w kilku przypadkach leczeniu poddano niewielkie grupki pacjentów cierpiących na nowotwory. Kannabinoidy nie stanowią jednego, uniwersalnego leku, bowiem różne kannabinoidy mają różny wpływ na odmienne typy nowotworów. Mogą także wywoływać działania niepożądane, a nawet powodować wzrost komórek nowotworowych.
W badaniach na myszach i pojedynczych pacjentach udowodniono, że tetrahydrokannabinol hamuje czynnik wzrostu śródbłonka naczyniowego. W badaniach przedklinicznych zastosowanie THC na niektórych nowotworach pozwalało na zredukowanie wzrostu guza oraz ograniczenie liczby komórek nowotworowych. Przeprowadzone badania dotyczą m.in. glejaka mózgu, raka piersi, raka jelita grubego, raka skóry.

### Leczenie bólu
Przegląd systematyczny i metaanaliza randomizowanych badań klinicznych wykazały ograniczony efekt leczniczy kannabinoidów w leczeniu przewlekłego bólu w kilku spośród badanych schorzeń. Badania dotyczące leczenia bólu neuropatycznego są obiecujące, jednak potwierdzenie ich skuteczności w przewlekłym leczeniu bólu wymaga dalszych eksperymentów.
Przegląd z 2014 roku znalazł ograniczone i słabe dowody na to, że palenie marihuany pomaga w leczeniu przewlekłego, nienowotworowego bólu. Metaanaliza z 2015 wykazała, że inhalacje z medycznej marihuany skutecznie leczyły ból neuropatyczny u jednego na pięciu do sześciu pacjentów. Kolejne badanie z 2015 roku przedstawiło ograniczoną skuteczność kannabinoidów w leczeniu bólu neuropatycznego w połączeniu ze standardowymi analgetykami.
Preparaty nabiximolu (sativex) były badane pod kątem możliwości leczenia bólu nowotworowego. Trzy badania wykazały skuteczność i bezpieczeństwo leku, jednak w badaniach trzeciej fazy preparat nie osiągnął pierwszorzędowego punktu końcowego. W terapii zaawansowanych nowotworów, w których ból nie ustępował po podaniu opioidów, różnica między sativexem a placebo była statystycznie nieistotna.
Badanie z 2011 uznało marihuanę za generalnie bezpieczną w leczeniu bólu u chorych onkologicznych i wydają się bezpieczniejsze od opioidów w opiece paliatywnej.

### HIV/AIDS
Brak jest wystarczających dowodów na bezpieczeństwo i efektywność stosowania marihuany i kannabinoidów w leczeniu pacjentów z HIV/AIDS lub jadłowstrętem w przebiegu AIDS. Według stanu na rok 2013, istniejące badania nie mają znaczenia klinicznego z powodu stronniczości autorów, zbyt małych grup pacjentów uczestniczących w próbach badawczych i braku długoterminowych doświadczeń.

### Stwardnienie rozsiane
Preparat Sativex jest dopuszczonym do obrotu w Polsce i na świecie preparatem medycznej marihuany, stosowanym w łagodzeniu umiarkowanych lub ciężkich objawów spastyczności u pacjentów ze stwardnieniem rozsianym, z brakiem odpowiedzi na inne leki łagodzące objawy spastyczności. Jest lekiem dostępnym na receptę Rpw (lek narkotyczny).
Kliniczne dowody na jego skuteczność wciąż pozostają niepewne. Spośród dwóch wstępnych badań trzeciej fazy poświęconych leczeniu pacjentów ze stwardnieniem rozsianym, pierwsze wykazało redukcję spastyczności o 1.2 punktu na skali od 0 do 10 (w porównaniu do 0.6 po zastosowaniu placebo), drugie wykazało redukcję o 1 punkt (przy 0.8 pod wpływem placebo). Tylko pierwsze badanie osiągnęło statystyczną istotność. W 2009 roku metaanaliza 6 badań wykazała duże rozbieżności w skuteczności u różnych pacjentów, ze statystycznie nieistotną tendencją do zmniejszania spastyczności. Przegląd systematyczny z 2014 Amerykańskiej Akademii Neurologii wykazał, że nabiximole są „prawdopodobnie efektywne” przeciwko spastyczności, bólowi i zaburzeń mikcji, ale nie wykazują skuteczności przeciwko drżeniom.

### Inne preparaty
Marinol jest pierwszym syntetycznym (a więc nie pozyskiwanym z konopi czy marihuany) tetrahydrokannabinolem (dronabinol) zaaprobowanym przez amerykańską Agencję Żywności i Leków. Początkowo uzyskał rejestrację jako lek przeciwwymiotny u pacjentów poddawanych chemioterapii z powodu nowotworu, u których konwencjonalne leczenie nudności okazało się nieskuteczne. Następnie wskazania rozszerzono i obecnie Marinol stosowany jest w leczeniu anoreksji w przebiegu AIDS. Lek wytwarzany jest w postaci kapsułek, dostępny w Stanach Zjednoczonych i Kanadzie. Obecnie bada się go jako lek na zespół jelita drażliwego i przewlekłe bóle.
Kolejnym syntetycznym kannabinoidem jest nabilon – budową chemiczną zbliżony do THC, dostępny jako Cesamet. Jest lekiem przeciwwymiotnym – z tymi samymi ograniczeniami co Marinol. Liczne badania wykazują umiarkowaną skuteczność w leczeniu fibromialgii i stwardnienia rozsianego.
W 2006 roku w Europie do leczenia otyłości został wprowadzony rimonabant – antagonista receptora kannabinoidowego typu 1 (CB1). W 2008 roku, po dwóch latach klinicznych obserwacji został wycofany z rynku z powodu efektów ubocznych – zaburzeń depresyjnych i lękowych, a także nasilonych nudności i zawrotów głowy. Stosowanie rimonabantu wiązało się z 1,4 raza większym ryzykiem ciężkich działań niepożądanych w porównaniu do placebo. Pacjenci przyjmujący rimonabant 2,5 raza częściej przerywali leczenie z powodu depresyjnych zaburzeń nastroju w stosunku do grupy kontrolnej.

## Marihuana jako używka

Skala oceny szkodliwości konopi i innych używek

W raporcie z 2010 Biuro Narodów Zjednoczonych ds. Narkotyków i Przestępczości (UNODC) szacowało, że 2,9–4,3% światowej populacji w wieku 15–64 lat (129–191 mln osób) używało marihuany w roku 2008, przy czym w Ameryce Północnej współczynnik ten oszacowano na 9,9%, a w Europie Zachodniej i Środkowej na około 7,7%.
Przeprowadzone dotąd badania nie dają pewnych rezultatów co do kwestii szkodliwości oraz skutków długotrwałego przyjmowania marihuany. Pośród propagatorów i użytkowników popularna jest opinia o jej niskiej, względem innych środków, szkodliwości. Badania przeprowadzone przez Światową Organizację Zdrowia potwierdzają tę tezę, pod względem zdrowotnym uznając spożycie konopi za mniej szkodliwe niż konsumpcję legalnych używek: tytoniu oraz alkoholu. Zdania na temat możliwości uzależnienia fizycznego są podzielone. Systematyczne zaś zażywanie powoduje wystąpienie tolerancji odwrotnej.
Pośród przeciwników popularne są opinie o jej wysokiej szkodliwości. Badania prowadzone przez zespół: T.H.M. Moore, S. Zammit, A. Lingford-Hughes, T.R.E. Barnes, P.B. Jones, M. Burke, G. Lewis potwierdzają tę tezę. Przy przewlekłym stosowaniu pojawiają się objawy zespołu amotywacyjnego: zaburzenia snu, zespół apatyczny z dominującym brakiem działania, ograniczenie kontaktów z ludźmi, zaburzenia pamięci i koncentracji uwagi, zaburzenia w przyswajaniu nowych wiadomości, myślenie porozrywane i magiczne, upośledzenie zdolności rozwiązywania problemów i planowania przyszłości, zanik zainteresowań, zaburzenia percepcji czasu, doznań, krytycyzmu, lęk. Występują również objawy fizjologiczne przewlekłego stosowania, zróżnicowane w zależności od płci zażywających osób.
Debata nad kwestią etyki spożycia i legalizacji marihuany nabiera znaczenia w USA i wielu krajach europejskich, w tym w Polsce. Związane jest to z czynną rolą ruchów oraz ugrupowań politycznych, w których interesie leży coraz częściej status prawny i odbiór społeczny używki.

### Działanie
W krótkim czasie po przyjęciu THC oddziałuje na ośrodkowy układ nerwowy powodując umiarkowane zaburzenia percepcji, euforię oraz poczucie głębokiego relaksu. Pobudzenie receptorów CB1 obecnych w strukturach związanych z kontrolą pobierania pokarmu oraz w jądrze półleżącym przegrody powoduje zwiększenie łaknienia i motywacji do jedzenia, wywołując tzw. gastrofazę.
Podczas palenia marihuany może wystąpić zjawisko synestezji. Synestezja polega na wzajemnym przenikaniu się wrażeń zmysłowych, dźwięk przybiera kształty, kolor zyskuje zapach itd.
Efekty doświadczane po spożyciu marihuany są indywidualne i zależne od ilości, rodzaju oraz jakości surowca, sposobu przyjmowania, a także genów, organizmu czy ogólnej sytuacji. Najczęstsze z nich, to:
- polepszenie nastroju, euforia
- tymczasowe upośledzenie pamięci krótkotrwałej, pobudzenie wyobraźni
- „otwarcie zmysłów”, wzmocnienie percepcji, wzmożona wrażliwość na bodźce
- osłabienie koncentracji
- zaburzenia w percepcji czasu
- zwiększone łaknienie (slang gastrofaza[71])

U mężczyzn stosujących marihuanę stwierdzono podwyższony poziom testosteronu w surowicy.

### Sposoby przyjmowania

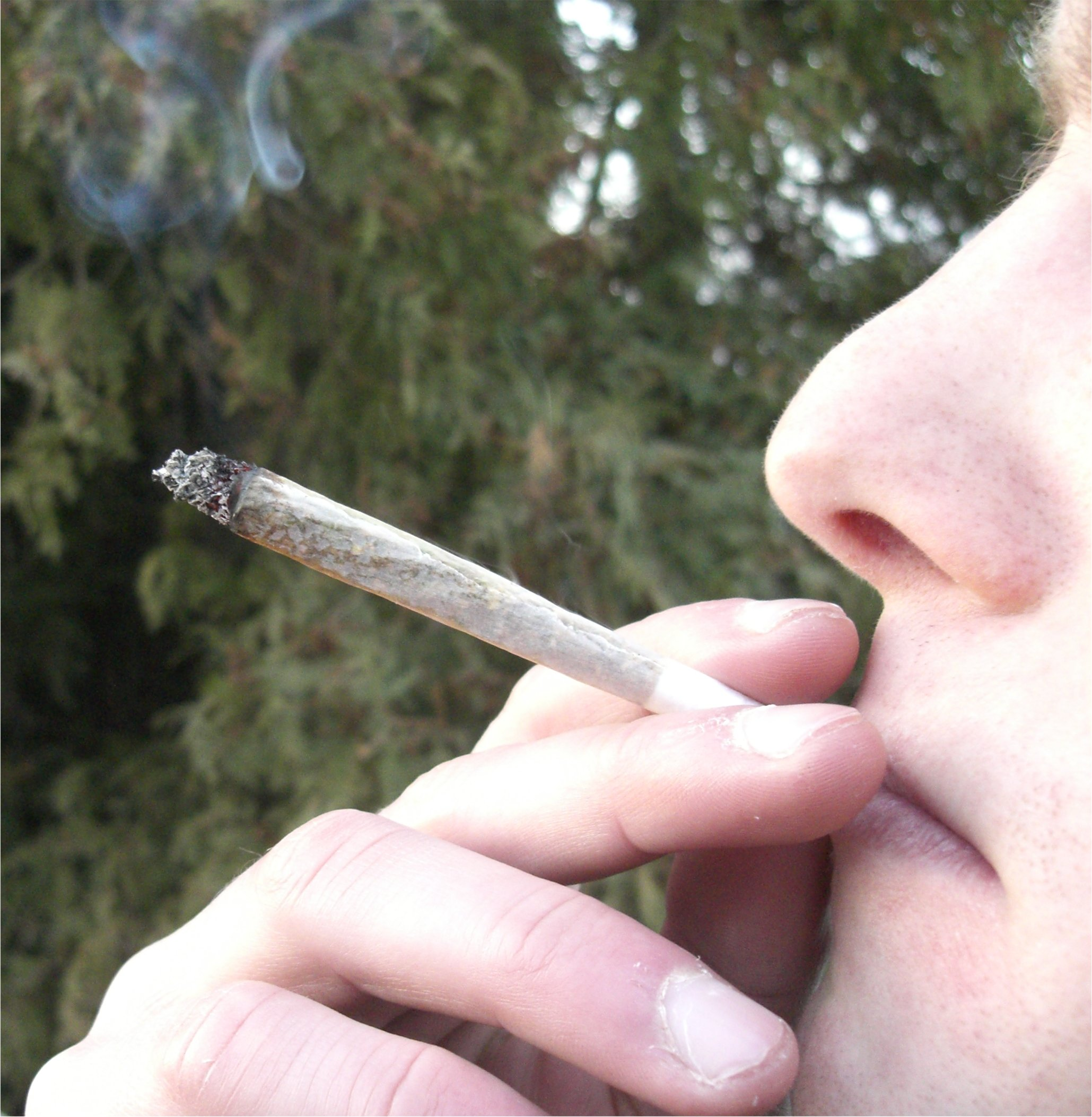
Skręt z marihuaną

Marihuana najczęściej przyjmowana jest drogą wziewną – poprzez palenie jej suszu w skrętach lub szklanych naczyniach, często z domieszką tytoniu. Opracowany został też waporyzator – urządzenie elektryczne, w którym marihuana podgrzewana jest do temperatury powodującej odparowanie THC, lecz poniżej temperatury zapłonu. Wachlarz metod jest jednak szeroki – od ciasteczek, przez nalewki, po tabletki.

#### Palenie
Do palenia suszu (kwiatostanu) używa się szklanych naczyń (lufki, bonga), fajek lub bibułek (tak zwanych bletek), z których następnie rolowane są jointy.

#### Jedzenie

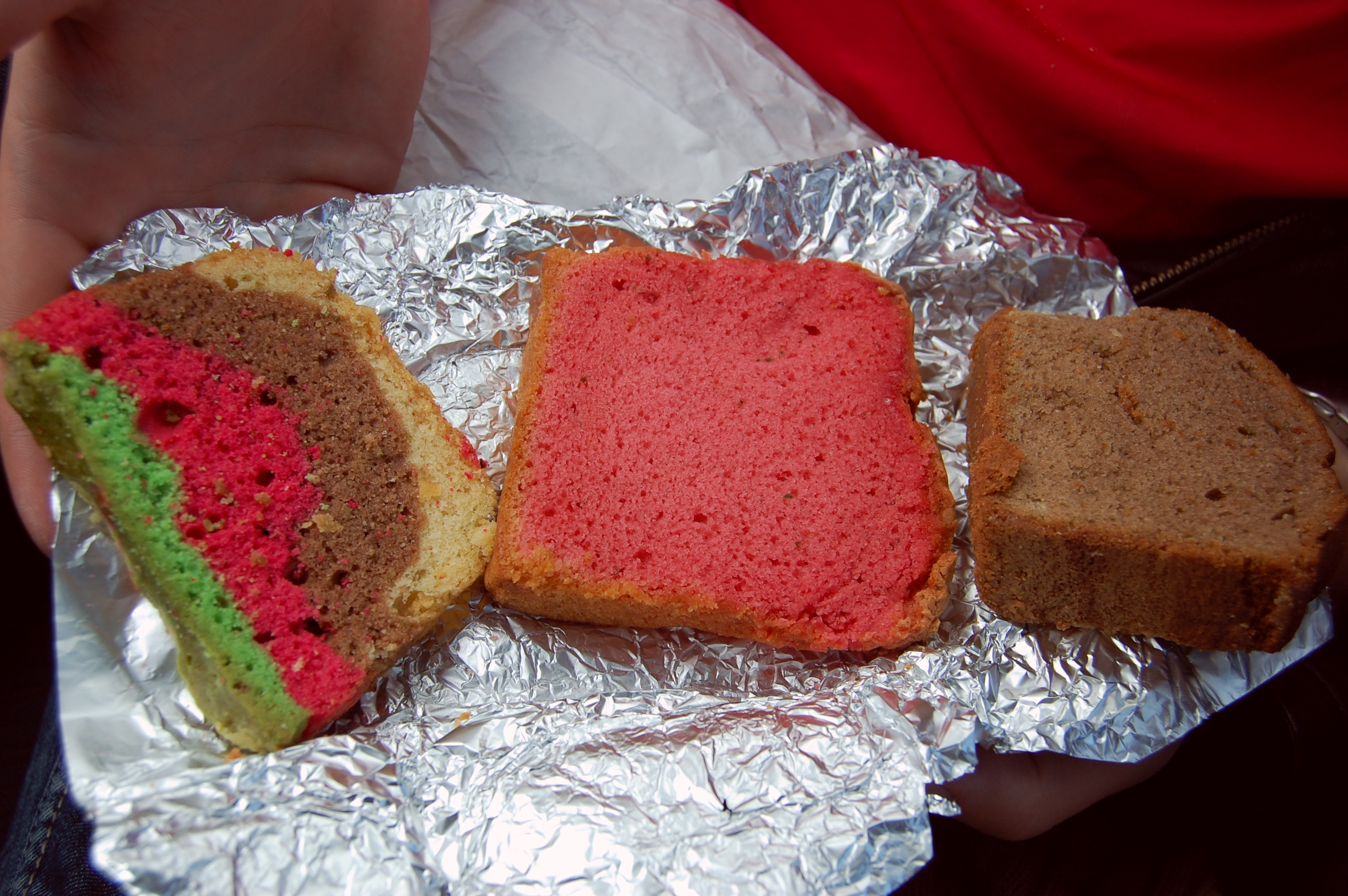
Ciasto z zawartością marihuany

Kannabinole dobrze rozpuszczają się w rozpuszczalnikach organicznych, na przykład alkoholu i tłuszczach, będąc jednocześnie nierozpuszczalnymi w wodzie. Aby potrawa nie sprawiała problemów przy jedzeniu, nie powinna zawierać części roślinnych, które w przypadku konopi są bardzo włókniste. Dlatego też większość potraw z marihuaną oparta jest na tłustym mleku lub maśle, w którym uprzednio gotuje się części rośliny. Oprócz zwykłego mlecznego wywaru przyrządza się również puddingi, czekolady, ciasta, rzadziej zapiekanki i tosty.

### Zagrożenia
Palenie marihuany może mieć wpływ na powstawanie ginekomastii.
Trudno porównać działanie kannabinoidów do alkoholu, czy nikotyny, ponieważ oddziaływają one na mózg w zupełnie odmiennych od THC mechanizmach.
- bezpośrednia toksyczność kannabinoidów jest bardzo niska[76][77][78], należy mieć przy tym na uwadze drogę podania. Wraz z dymem oprócz THC do organizmu dostarczanych jest wiele substancji szkodliwych i rakotwórczych – podobnie jak w papierosach.
- w kwestii uzależnienia psychicznego, WHO (za Hall i wsp.[64]) twierdzi, że prawdopodobieństwo uzależnienia wynosi 10–30% w zależności od częstości i ilości zażywanej marihuany[79]. Potencjał uzależnienia się od marihuany jest niższy niż od alkoholu, a nawet od kofeiny[80][81][82].
- szacuje się, że dla osiągnięcia dawki śmiertelnej konieczne byłoby wypalenie ponad 20 tys. jointów w krótkim czasie[83]; nie potwierdzono przypadków śmiertelnych spowodowanych stosowaniem marihuany[84][85].

Tetrahydrokanabinol zawarty w marihuanie ma silną tendencję do kumulacji w organizmie. Jego okres półtrwania wynosi 50–60 godzin a metabolity są wykrywane nawet przez 14 dni od podania dawki jednorazowej. W ciągu 90 dni usunięta jest każda ilość THC z organizmu. Kumulacja THC nie jest toksyczna.

#### Wpływ na zdrowie psychiczne
Stosowanie marihuany może doprowadzić do uzależnienia psychicznego.
Na podstawie badań kilkuset par bliźniaków zleconych przez amerykański Narodowy Instytut Nadużywania Narkotyków (NIDA) wykazano, że osoby, które zaczęły palić marihuanę przed 17 rokiem życia, są 3,5 raza bardziej narażone na podjęcie prób samobójczych w przyszłości niż osoby, które zaczęły palić później. Inni badacze konkludują, że samobójstwa są skutkami problemów zdrowotnych, finansowych lub rodzinnych, a używki są od nich „ucieczką”, a nie ich przyczyną.

#### Wpływ nadmiernego palenia na układ oddechowy
Wśród osób palących marihuanę przypadki nadmiernego jej spożycia występują rzadko, niemniej mogą one mieć negatywne konsekwencje dla organizmu palacza w związku z obecnością substancji smolistych. Częste palenie dużych ilości marihuany, szczególnie w połączeniu z tytoniem, wpływa negatywnie na układ oddechowy i może wywoływać objawy przewlekłego zapalenia oskrzeli w postaci kaszlu, odkrztuszania plwociny i duszności.
Niektóre badania wskazują, że palenie dużej ilości marihuany może zwiększać ryzyko powstania raka płuca, jednak część badań nie potwierdza tego zjawiska. Prawdopodobnie palenie niewielkich ilości marihuany nie zwiększa ryzyka raka płuc, ale nie ma dowodów na brak szkodliwości niewielkich dawek marihuany.

#### Marihuana a prowadzenie pojazdów
Według części źródeł, istnieje zwiększone ryzyko udziału w wypadkach pojazdów mechanicznych, ponieważ marihuana zmienia ocenę upływu czasu i utrudnia podejmowanie decyzji związanych z zachowaniem się na drodze. Pojawiają się też zaburzenia koncentracji i postrzegania. Inne źródła z kolei, zwłaszcza badania statystyczne i badania eksperymentalne zdają się zaprzeczać tezie, że palenie marihuany ma istotny wpływ na zdolność do prowadzenia samochodów lub sugerują, że jest on zdecydowanie mniejszy niż picie alkoholu.

## Stanowiska organizacji światowych

### Raport WHO
W 1995 Światowa Organizacja Zdrowia przygotowała raport pt. Implikacje zdrowotne używania konopi: Analiza porównawcza zdrowotnych i psychologicznych skutków używania alkoholu, konopi, nikotyny i opiatów. Brytyjski periodyk popularnonaukowy New Scientist ujawnił w numerze z lutego 1998 roku fakt zatajenia jednego z rozdziałów tego dokumentu. W ocenzurowanym rozdziale autorzy porównują naukowo udokumentowane zagrożenia płynące z używania marihuany z zagrożeniami, jakie niesie ze sobą stosowanie alkoholu i nikotyny oraz nielegalnych opiatów. Wykazują oni, że tam, gdzie ryzyko istnieje, nie jest ono poważniejsze, niż w przypadku nikotyny i alkoholu. Przeciwnikami raportu byli szef WHO Nakajima, który odszedł na emeryturę w czerwcu 1998 r. oraz dyrektor wydziału narkotyków dr Yoshida.

### Stanowiska organizacji naukowych ze Stanów Zjednoczonych
Amerykańskie Towarzystwo Medyczne uważa, że marihuana to niebezpieczny narkotyk, którego sprzedawanie nie powinno być dozwolone, natomiast Amerykańska Akademia Lekarzy Rodzinnych sprzeciwia się używaniu marihuany, z wyjątkiem wskazań medycznych i pod kontrolą lekarza. W 2011 roku Massachusetts Medical Society wydało oświadczenie, w którym sprzeciwia się paleniu marihuany w celach rekreacyjnych.
W 2008 roku Amerykańskie Kolegium Lekarskie w swoim oświadczeniu nie zajęło stanowiska ani „za”, ani „przeciw” legalizacji marihuany, lecz w 2011 roku Kalifornijskie Towarzystwo Medyczne poparło legalizację marihuany.

## Rola marihuany w religiach i ruchach religijnych
Marihuana jest obecna wśród wielu wyznań świata już od tysiącleci. Przed epoką wieków średnich była uznawana za środek komunikacji ze światem duchowym, za „posłańca” umożliwiającego łączność ze światem nadprzyrodzonym.

### Islam
Wyznawców islamu obowiązuje nałożony przez Proroka Mahometa kategoryczny zakaz spożywania alkoholu. Wyparta używka zastąpiona została przez tytoń i marihuanę. W niektórych lokalach na wschodzie do dziś spotkać możemy tubylców delektujących się sziszą – tradycyjną fajką wodną zawierającą tytoń, czasem z domieszką konopi. Spożywanie marihuany cieszy się cichym przyzwoleniem władz, oficjalnie jednak szariat zabrania wszelkiego rodzaju używek, włącznie z tytoniem i marihuaną.

### Hinduizm
Według wierzeń hinduskich, Bóg Śiwa miał przynieść marihuanę z Himalajów dla ludzkiego wyzwolenia i rozrywki. W dziele Bhagawadgita, Kryszna stwierdza: „Jestem zielem leczniczym” (9.16). W Indiach od tysięcy lat sadhu – mistycy i asceci, oddający cześć Śiwie i jego małżonce, Kali, wykorzystują marihuanę do medytacji. Palenie jest także powszechnym rytuałem w świątyniach poświęconych Hanumanowi.

### Ruch Rastafari
Ruch Rastafari włączył marihuanę do swoich obrzędów. „Ganja” jest używana przez rasta w celu ułatwienia członkom ruchu medytacji, podczas której zgłębiać mogą charakter samego siebie, jak i otaczającego ich świata. Rasta wskazują także na źródła biblijne (Księga Rodzaju 1:12, 1:29-31, 9:3; Księga Jeremiasza 6:20), które to mają mówić o tym, że Jah uczynił całą roślinność (w tym ganję) dla człowieka, aby ten z niej korzystał i o tym, że była ona wykorzystywana w celach religijnych przez starożytnych Żydów.

## Sytuacja prawna
Legalne / zasadniczo legalne
     Nielegalne, ale zdepenalizowane
     Nielegalne, ale często nieegzekwowane
     Nielegalne
     Brak danych

Legalność posiadania niewielkich ilości marihuany:
Legalne / zasadniczo legalne
Nielegalne, ale zdepenalizowane
Nielegalne, ale często nieegzekwowane
Nielegalne
Brak danych W Szwajcarii istnieje zróżnicowanie wśród kantonów.

W niektórych kantonach Szwajcarii marihuana jest legalna. Znajduje się ona tam w sprzedaży w tzw. coffeeshopach. Podobnie jak alkohol jest obłożona akcyzą i dostępna od 18 lat (podczas gdy alkohol od 16). W kantonach tych legalna jest również uprawa konopi na potrzeby własne, rodziny czy też przyjaciół.
W Holandii marihuana nie jest legalna, ale jest tolerowana. Oznacza to, że pod pewnymi warunkami organy rządowe i prawne nie prześladują użytkowników.
W Polsce i prawie na całym świecie można mieć nasiona (nie zawierają one substancji psychoaktywnych), ale uprawa jest zabroniona. Wyjątek stanowi uprawa odmian włóknistych na potrzeby przemysłu włókienniczego, chemicznego i celulozowo-papierniczego oraz nasiennictwa (jednak potrzebne jest zezwolenie).
W niektórych stanach USA i krajach UE np. w Czechach, Portugalii, Włoszech marihuana została zdepenalizowana, dozwolone jest posiadanie niewielkich ilości (3–10 g).
W większości pozostałych krajów UE np. Francji posiadanie zostało częściowo zdepenalizowane, tj. posiadanie marihuany w „niewielkich ilościach” (3–10 g) jest karane jedynie mandatem.
Większość krajów postkomunistycznych oraz kraje skandynawskie są aktualnie jedynymi państwami w UE, w których posiadanie marihuany jest przestępstwem zagrożonym karą więzienia.

### Belgia
W Belgii prawo pozwala uprawiać na użytek własny jedną roślinę lub mieć do 3 gramów substancji.

### Czechy
Czechy od 1 stycznia 2010 roku zliberalizowały politykę narkotykową, określając uprawę 5 roślin na własny użytek oraz posiadanie do 15 gramów substancji za wykroczenie, a nie przestępstwo.
Od 2 kwietnia 2013 roku marihuana dostępna jest w czeskich aptekach na receptę wydawaną przez lekarzy, w przypadkach ciężkich chorób takich jak stwardnienie rozsiane, choroba Parkinsona czy AIDS. Sprowadzana jest z Holandii, lecz od 2014 roku wytwarzają ją licencjonowani plantatorzy na terenie Czech.

### Holandia
W Holandii zarówno posiadanie, jak i sprzedaż w tzw. coffee shopach jest tolerowane, lecz prawnie nadal nielegalne. Obowiązuje jednorazowy limit zakupu do 5 gramów. Jednocześnie jest to ilość, którą można mieć przy sobie. Uprawianie roślin jest w Holandii nielegalne i zabronione (poza uprawą na użytek własny, maksymalnie do 5 roślin). Właściciele coffee shopów nie mogą sprzedawać marihuany z prywatnych upraw. Większość coffee shopów podporządkowuje się temu prawu. Większym ograniczeniem dla właścicieli jest określona ilość marihuany, która w danym momencie może znajdować się w sklepie.

### Polska
Pierwszym aktem prawnym w Polsce, który dotyczy substancji psychoaktywnych jest ustawa z 22 czerwca 1923 roku. Zabrania się w nim „wytwarzania, przeróbki, przywozu i wywozu, przechowywania, handlu [...] opium leczniczego, opium do palenia, haszyszu, morfiny, kokainy, heroiny”. Groziła za to kara więzienia „od dwóch tygodni do jednego roku” oraz grzywna „od pięćdziesięciu tysięcy do pięciu milionów marek” oraz konfiskata nielegalnych środków.
19 lutego 1925 roku, Polska, reprezentowana przez doktora Witolda Chodźkę podpisała Międzynarodową Konwencję do Spraw Opium zawartą w ramach Ligi Narodów. Konwencja nakłada na strony (rozdział 3, artykuł 5) obowiązek, aby ograniczyć wykorzystywanie substancji (wymienione w rozdziale 1, artykule 1, wśród nich jest marihuana, opium, morfina, kokaina) wyłącznie do celów medycznych i naukowych. Weszła w życie w 1928 roku.
Pierwszą ustawę o przeciwdziałaniu narkomanii wprowadzono w Polsce w 1985 roku w związku z przystąpieniem do międzynarodowych konwencji narkotykowych ONZ z 1961 roku. Pierwszym aktem prawnym w III RP, w którym zostaje wymieniona marihuana, jest Ustawa o przeciwdziałaniu narkomanii z 24 kwietnia 1997 roku.
W Polsce zarówno import, produkcja, pośrednictwo w sprzedaży, jak i samo posiadanie marihuany jest nielegalne i stanowi przestępstwo, zgodnie z ustawą z dnia 29 lipca 2005 r. z późniejszymi zmianami – o przeciwdziałaniu narkomanii.
1 lutego 2016 roku poseł Piotr Marzec w imieniu klubu Kukiz'15 złożył projekt ustawy legalizującej używanie marihuany do celów medycznych. 22 czerwca 2017 Sejm przyjął ustawę dopuszczającą stosowanie marihuany w celach medycznych na terytorium Rzeczypospolitej Polskiej. Według ustawy konopie będą mogły być wykorzystywane do wytwarzania preparatów farmaceutycznych tak, by lekarze mogli ordynować sporządzenie leku recepturowego w aptece. Surowiec ma być sprowadzany z zagranicy.
Polską politykę wobec marihuany jako represyjną krytykowali niektórzy przedstawiciele środowiska akademickiego i medycznego, m.in. Marek Balicki, Jerzy Vetulani i Krzysztof Krajewski. Zwracali oni uwagę na negatywne skutki ścigania indywidualnych użytkowników marihuany, wszczynania wobec nich postępowań karnych, umieszczania w zakładach karnych oraz związanych z tym konsekwencji (m.in. brak możliwości podjęcia pracy w zawodzie nauczyciela, sędziego, stygmatyzacja społeczna), niebezpieczeństwa związane ze stosowaniem substancji nabytej nielegalnie na czarnym rynku (możliwe zanieczyszczenie substancji, brak kontroli produkcji). Zauważali, że w krajach, w których zalegalizowano marihuanę, nie zaobserwowano ani znaczącego spadku ani wzrostu jej użycia, co według nich obala argument, że legalizacja marihuany prowadzi do zwiększenia skali jej konsumpcji. Zauważali, że na rynku legalnie dostępny jest m.in. alkohol, określany często jako twardy narkotyk. Sugerowali możliwość liberalizacji prawa narkotykowego poprzez np. depenalizację marihuany (Krajewski) lub jej legalizację i uregulowanie przez państwo sprzedaży dla pełnoletnich użytkowników wraz z nałożeniem akcyzy (Vetulani).
Według sondażu przeprowadzonego przez firmę Kantar dla Stowarzyszenia Wolne Konopie 27% grupy reprezentatywnej zdecydowanie uważa, że nie powinno się karać, a 28% jest za raczej niekaraniem za posiadanie niewielkich ilości na własny użytek.
Od 7 lipca 2017 roku medyczna marihuana jest legalna w Polsce. Roślina jest wydawana pacjentom wyłącznie na podstawie odpowiedniej recepty. Ustawa wprowadziła możliwość komercyjnej sprzedaży, nie zawierała proponowanego we wcześniejszych projektach zapisu umożliwiającego na prowadzenie amatorskich upraw konopi przez pacjentów. Pierwsze konopne produkty lecznicze pojawiły się w polskich aptekach w styczniu 2019 roku.
Od 24 marca 2022 w Polsce jest legalna marihuana, w której suma zawartości delta-9-tetrahydrokannabinolu oraz kwasu tetrahydrokannabinolowego (kwasu delta-9-THC-2-karboksylowego) w kwiatowych lub owocujących wierzchołkach roślin, z których nie usunięto żywicy, nie przekracza 0,3%. Jest to tak zwana marihuana CBD. Od tamtej pory w Polsce rozwinął się przemysł produktów z CBD.

### Stany Zjednoczone
Stany Zjednoczone są krajem, który rozpoczął wojnę z narkotykami (termin spopularyzował prezydent Richard Nixon) i zgodnie z ustawą federalną z 1970 r. uprawa, handel oraz posiadanie marihuany jest karane więzieniem, ale nie we wszystkich stanach (patrz mapka powyżej).
Wiele stanów od lat 90. XX wieku pozwalało jednak na uprawę i sprzedaż tzw. medycznej marihuany. Osoba cierpiąca na pewne choroby mogła zgłosić się po receptę do lekarza, a na jej podstawie mogła zgodnie z prawem stanowym kupić marihuanę w specjalnym punkcie oraz ją mieć. W 2010 r. w samej Kalifornii istniało około 1000 takich punktów – dwukrotnie więcej niż liczba lokali coffee shop w Holandii. Stan taki był sprzeczny z prawem federalnym i policja federalna (FBI) do 2009 roku wykonała około 100 kontroli punktów sprzedaży medycznej marihuany. W tym samym roku przedstawiciel administracji Baracka Obamy, dyrektor Biura ds. Narodowej Polityki Nadzoru Narkotykowego (White House Office of National Drug Control Policy) Gil Kerlikowske oświadczył o zaprzestaniu używania pojęcia „wojna z narkotykami” jako nieproduktywnego, a prokurator generalny Eric Holder oznajmił na konferencji prasowej, że osoby powołujące się na zgodne z prawem stanowym recepty medyczne nie będą ścigane z prawa federalnego za posiadanie marihuany.
W Kalifornii w połowie lat 1990., po długoletniej kampanii, dopuszczono stosowanie marihuany w celach medycznych. W Kalifornii podczas wyborów do Kongresu w 2010 roku przeprowadzono referendum o legalizacji marihuany – stosunkiem 43% do 56% projekt został odrzucony. Posiadanie od 28 g marihuany pozostało nielegalne i zagrożone jest grzywną w wysokości 100 $. Niemniej spożycie rekreacyjne stopniowo dekryminalizowano, a pod koniec 2017 r. zalegalizowano uprawę i posiadanie na własny użytek do 30 g lub do sześciu krzaczków oraz spożywanie niewielkich ilości przez osoby, które ukończyły 21 lat. Od 1 stycznia 2018 r. Kalifornia zezwoliła natomiast na nieograniczoną uprawę i sprzedaż konopi w celach komercyjnych, przy czym do 2023 r. wielkość upraw nie może przekraczać 0,4 ha na zewnątrz lub 0,2 ha pod zadaszeniem.
6 listopada 2012 roku Waszyngton stał się pierwszym stanem legalizującym zażywanie marihuany nie tylko w celach medycznych. Od 1 stycznia 2014 roku marihuana stała się legalna również w stanie Kolorado. Można ją zakupić na tych samych zasadach co alkohol. Warunkiem dostępu do używki jest przekroczony wiek 21 lat, ilość marihuany nie może przekraczać 1 uncji (ok. 28 gramów).
Od pierwszego lipca, stan Oregon oficjalnie zalegalizował marihuanę do celów rekreacyjnych. Każdy mieszkaniec stanu Oregon, który ukończył 21 lat może teraz legalnie mieć około 220 g w prywatnej rezydencji lub do 14 g w miejscu publicznym. Mieszkańcy Oregonu mogą także uprawiać do czterech roślin na własny użytek. Oregon liczy na podobne zyski co Kolorado czy Waszyngton, które w 2014 zalegalizowały marihuanę do celów rekreacyjnych. Od tego czasu można tam kupić marihuanę w sklepach ze specjalna licencją, a stany zarabiają miliony dolarów z podatków od jej sprzedaży.
Następnym stanem po Oregonie, w którym zalegalizowano marihuanę, jest Alaska. Od 24 lutego 2015 pełnoletni mieszkańcy Alaski mogą legalnie mieć marihuanę w ilościach do 30 g, palić ją w domu oraz uprawiać do 6 roślin na własny użytek. Wciąż karane jest palenie w miejscach publicznych oraz prowadzenie pojazdów pod wpływem marihuany. Legalizacja marihuany to efekt referendum przeprowadzonego na początku listopada 2014 roku. Mieszkańcy stanu poparli wówczas stosunkiem głosów 53 proc. do 47 proc. inicjatywę koalicji libertarianów, konserwatywnych republikanów programowo dążących do ograniczania uprawnień rządu wszędzie, gdzie się da, i oczywiście – palaczy.
Coraz więcej Amerykanów opowiada się za legalizacją marihuany w USA. W roku 2017, aż 64% Amerykanów zagłosowało za pełną legalizacją marihuany.
W 2021 roku Gubernator stanu Nowy Jork Andrew Cuomo podpisał ustawę legalizującą użycie marihuany w celach rekreacyjnych. Ustawa zezwala na uprawę roślin w domach oraz posiadanie przy sobie do trzech uncji konopi indyjskich oraz 24 uncji koncentratu konopi. Nowe przepisy ustanawiają system licencjonowania i opodatkowania sprzedaży rekreacyjnej marihuany dorosłym w wieku powyżej 21 lat, co ma na celu rozwój gospodarki Nowego Jorku.

### Urugwaj
Urugwaj jest pierwszym państwem na świecie, które zalegalizowało uprawę, handel i zażywanie marihuany. W 2012 r. rozpoczęto kampanię społeczną oswajania obywateli z projektem legalizacji marihuany, stosowne prawo uchwalono w 2014 r., a zmiany weszły w życie w pełni w 2017 roku. Na mocy ustawy niższej izby parlamentu od 1 kwietnia 2014 roku możliwa jest sprzedaż marihuany w kilkudziesięciu wskazanych aptekach, do których surowiec jest dostarczany przez jednego z dwóch licencjonowanych producentów w ilości ok. 4 t rocznie. Każdy pełnoletni obywatel Urugwaju, zarejestrowany na poczcie (w tym odciski palców) w państwowej bazie danych, może posadzić sześć krzaków i zbierać rocznie nie więcej niż 480 gramów z jednego oraz kupić do 40 gramów marihuany miesięcznie. Urugwajczycy mogą również powoływać kluby palaczy liczące od 15 do 50 osób, w ramach których uprawiać można do 99 krzewów rocznie i palić marihuanę jedynie w tym klubie. Analitycy wskazują, że są to rozwiązania prawne idące znacznie dalej, niż zastosowane w którymkolwiek państwie europejskim.

### Kanada
17 października 2018 r. zalegalizowano stosowanie marihuany do celów rekreacyjnych dla osób powyżej 19 lat, oprócz Alberty w której ten wiek wynosi 18 lat i Quebecu w którym wynosi 21 lat. Dopuszczono posiadanie w miejscu publicznym do 30 g suszu lub ekwiwalentu w innych formach. Na uprawę zezwolono dorosłym mieszkańcom w ilości do czterech roślin w domu oprócz prowincji Quebecu i Manitoby.